# Aquasphäre

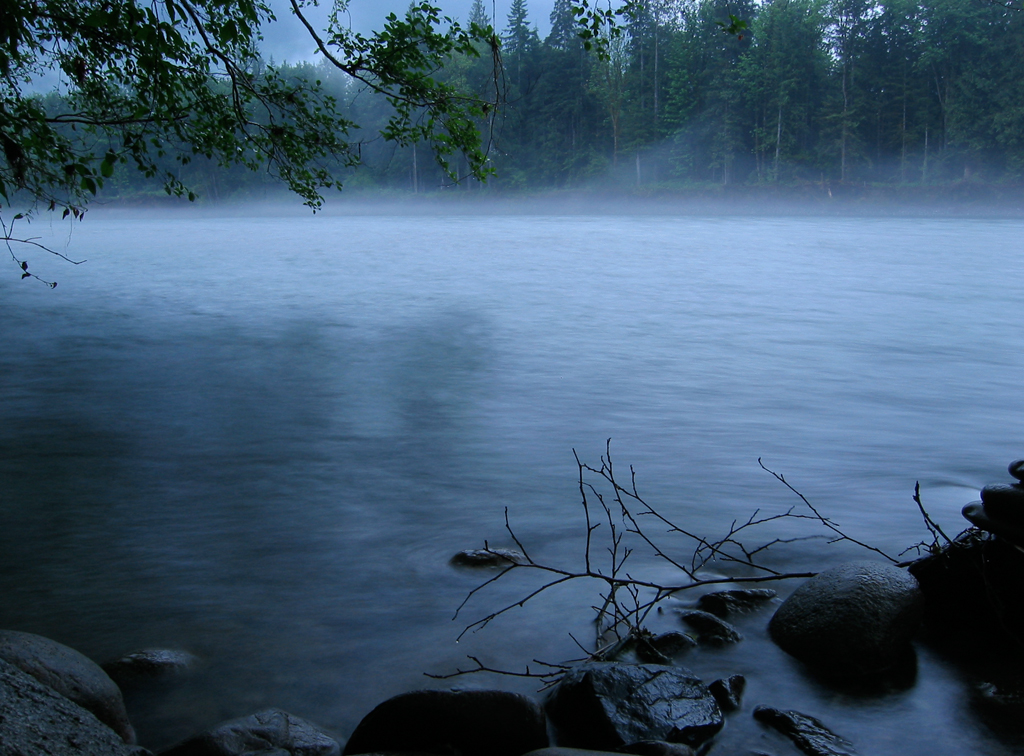
Das Flusswasser im Skagit River gehört zusammen mit den darüber schwebenden Nebeltröpfchen zur irdischen Aquasphäre. Denn beide bestehen aus Flüssigwasser.

Die Aquasphäre bezeichnet eine der Erdsphären. Der Begriff wird mit zwei unterschiedlichen Bedeutungen verwendet. In der ersten Begriffsbedeutung ist Aquasphäre eine alternative Benennung für die Hydrosphäre. Hier benennt die Aquasphäre die Gesamtheit des Wassers der Erde in allen seinen Aggregatzuständen. Dieser Aquasphäre-Begriff des Gesamtwassers wird aber nur sehr selten verwendet.
In der zweiten Begriffsbedeutung bezeichnet die Aquasphäre ausschließlich jenen Anteil der Hydrosphäre, der aus flüssigem Wasser besteht: Auf dem Planeten Erde zählen zur Aquasphäre ausschließlich die Vorkommen an Flüssigwasser. Weder Wassereis noch unsichtbarer Wasserdampf gehören dazu. Dieser Aquasphäre-Begriff des Flüssigwasser wird häufiger benutzt und insbesondere in der Planetenforschung verwendet.

## Geschichte des Begriffs
Aquasphäre war einer von vier Erdsphäre-Begriffen, die 1938 von Lehrern der öffentlichen Schulen von Zanesville (Ohio) geprägt worden waren. Die Lehrer entwickelten damals den weltweit ersten Lehrplan zur Vermittlung von Bodenschutzmaßnahmen. Zu dieser Arbeit waren sie angehalten worden von W.D. Ellison. Ellison war Projektleiter für den Bundesstaat Ohio des erst kurz zuvor gegründeten Soil Conservation Service (heute Natural Resources Conservation Service), und der Soil Conservation Service betrieb eine Forschungsstation eben in Zanesville. Demnach war der Begriff der Aquasphäre ursprünglich erdacht worden, um bestimmte bodenkundliche Belange treffend erläutern zu können.

## Inhalt und Umfang

Gliederung des subaerischen Anteils der Aquasphäre.

Räumlich beginnt die Aquasphäre der Erde – die Gesamtheit des irdischen Flüssigwassers – in der Erdatmosphäre. Dort bilden winzige Tröpfchen Wasserwolken und Wasserdunst.
Auf der Erdoberfläche verteilt sich der subaerische Aquasphärenanteil. Die Flüssigwässer der Meere sowie die Flüssigwässer der Fließgewässer und Stillgewässer der Festländer (Binnengewässer) gehören dazu. Supraglaziales Schmelzwasser auf Gletscheroberflächen kann ebenfalls hinzu gezählt werden.
Unter der Erdoberfläche schließt sich der subterrane Aquasphärenanteil an. Zu ihm zählen die flüssigen Anteile der Bodenwässer bis hinab zu den tiefen Aquiferen. In Gletschern existieren intraglaziale Schmelzwässer innerhalb von Gletscherspalten. Unter Gletschern kommen subglaziale Schmelzwässer vor am Grund der Gletscher. Dort können eventuell auch subglaziale Seen gefunden werden.

## Aquasphären im Universum

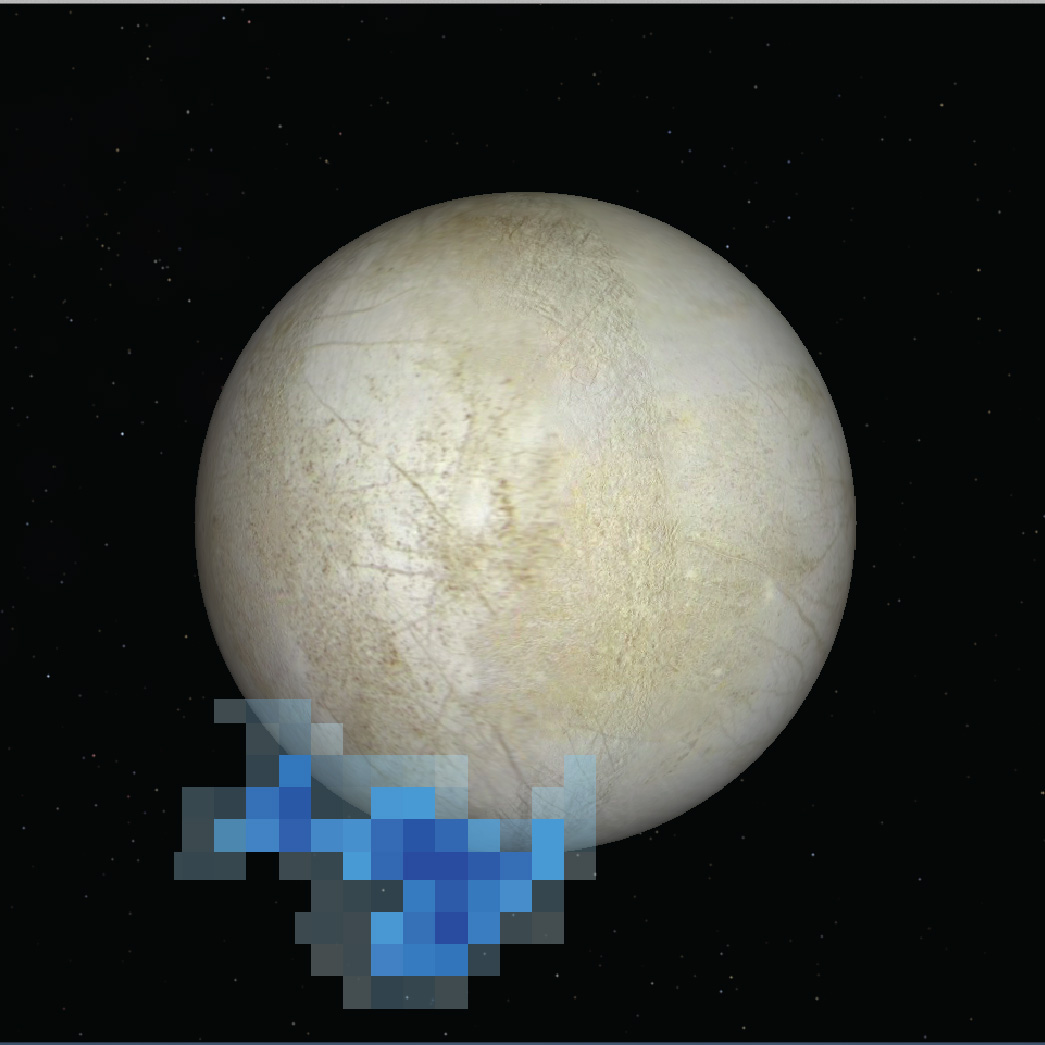
Der Jupitermond Europa mit Wasserdampffontänen über seiner Südpolregion. Das Wasser drang im Dezember 2012 wahrscheinlich aus der subglazialen Aquasphäre nach außen.

Außerhalb der Erde wurde Flüssigwasser bisher (Stand: 2013) direkt nur einmal belegt. Dies geschah in Gestalt eines einzigen, salzwasserhaltigen Schlammtröpfchens auf dem Mars.
Aquasphären in Form subglazialer extraterrestrischer Ozeane werden weiterhin mit großer Wahrscheinlichkeit unter den gefrorenen Oberflächen der Eismonde Europa (Jupiter) und Enceladus (Saturn) vermutet. Nach neueren Hinweisen könnten auch einige weitere Monde im äußeren Sonnensystem eine Aquasphäre besitzen, wie etwa Ganymed (Jupiter), Titan (Saturn) oder Oberon (Uranus).
Außerhalb des Sonnensystems wird eine subglaziale Aquasphäre beim Exoplaneten OGLE-2005-BLG-390L b vermutet. Bei Gliese 1214 b konnte Wasserdampf in der Atmosphäre nachgewiesen werden, es wird daher vermutet, dass es sich um einen sogenannten Ozeanplaneten handeln könnte.